# Nill De Pauw
Nill De Pauw (pronunciación en alemán: [ˈnɪl də ˈpʌu]; Kinsasa, 6 de enero de 1990) es un exfutbolista congoleño que jugaba de delantero.

## Selección nacional
Fue internacional con las selecciones sub-21, sub-19, sub-18, sub-17 y sub-16 de Bélgica en 69 ocasiones anotando 19 goles.

## Clubes
| Club                | País    | Año       |
| ------------------- | ------- | --------- |
| K. S. C. Lokeren    | Bélgica | 2009-2015 |
| E. A. Guingamp      | Francia | 2015-2017 |
| SV Zulte Waregem    | Bélgica | 2017-2019 |
| Çaykur Rizespor     | Turquía | 2019-2020 |
| Atromitos de Atenas | Grecia  | 2020      |
| Royal Antwerp F. C. | Bélgica | 2020-2022 |